# 会わなくてもI Love You
会わなくてもI Love You（あわなくても アイ・ラブ・ユー）は、栗林誠一郎の5枚目のアルバム。

## 内容
栗林がシンセサイザー、パーカッションを初めて使用した作品。10曲中6曲は小田佳奈子による作詞。「さよならには届かない」は関西テレビ系ドラマ「ウーマンドリーム」挿入歌（サウンド・トラックでは、最高順位16位）。

## 批評
CDジャーナルは「16ビートを基本にしたおしゃれで都会派ソウルの味わいもあるポップで洗練されたもので、随所で聴かせる多重録音コーラスも聴き所」と評した。

## 収録曲
全作曲:栗林誠一郎
1. Go where you want!
作詞･編曲:栗林誠一郎
2. 会わなくてもI Love You
作詞･編曲:栗林誠一郎
3. ONE MORE TIME
作詞:小田佳奈子 編曲:栗林誠一郎
4. さよならには届かない
作詞:小田佳奈子 編曲:栗林誠一郎
5. LET ME KNOW YOU
作詞:小田佳奈子 編曲:栗林誠一郎
6. Back to the Summer
作詞:小田佳奈子 編曲:栗林誠一郎
7. We just wanna get away from them
作詞:栗林誠一郎 編曲:栗林誠一郎･山本千絵
8. Can't Forget You
作詞:小田佳奈子 編曲:栗林誠一郎
9. Everything become a memory
作詞:小田佳奈子 編曲:栗林誠一郎
10. 寂しさは秋の色 - 原曲:WANDS
作詞:上杉昇 編曲:栗林誠一郎

　　　　自身が提供したWANDSデビュー曲のカバー。

## 参加アーティスト
- 栗林誠一郎 - ベース(4,5,8～10)、ピアノ(5,9)、シンセサイザー(1～6,8～10)、パーカッション(4,10)、コーラス(全曲)
- 増崎孝司 from DIMENSION - ギター(1～6,8～10)
- 小野塚晃 from DIMENSION - ピアノ(2,3,6,9,10)、オルガン(1)、ベース(1)
- 青山純 - ドラム(1,4,5,10)
- 渡嘉敷祐一 - ドラム(3,6)
- 江口信夫 - ドラム(8,9)、パーカッション(8)
- 青木智仁 - ベース(3,6)
- 勝田一樹 form DIMENSION - サックス(2,3,5,6,8～10)
- 山本千絵 - コーラス(7,8)、シンセサイザー(8)、ディレクター(全曲)